# Terzan 7
Terzan 7 é um aglomerado globular esparso e jovem que acredita ter se originado na Galáxia Anã Elíptica de Sagitário (SagDEG) e está fisicamente associado a ela. É relativamente rico em metal com [Fe/H = -0,6 e uma idade estimada de 7,5 bilhões de anos. Terzan 7 tem baixos níveis de níquel ([Ni / Fe] = -0,2), o que suporta a sua adesão ao sistema SagDEG, uma vez que possui uma assinatura química semelhante. Tem uma população rica de estrelas retardatárias azuis fortemente concentradas no centro de Terzan 7.
Terzan 7 é o mais brilhante dos seis aglomerados globulares descobertos pelo astrônomo francês Agop Terzan em 1968.

## Aglomerado jovem
Quase todos os aglomerados globulares do halo galáctico da Via Láctea formaram-se ao mesmo tempo. Até mesmo NGC 2419, o mais distante, tem uma idade similar. Esta tendência também se aplica à idade dos aglomerados globulares encontrados na Grande Nuvem de Magalhães e na Galáxia Anã de Fornax. No entanto, alguns globulares parecem ser significativamente mais jovens do que o resto; estes incluem Palomar 1, Palomar 3, Palomar 4, Palomar 12, Palomar 14, Ruprecht 106, IC 4499, Arp 2, Eridanus, Fornax 4 e Terzan 7. Em particular, os associados ao SagDEG parecem ter se formado mais recentemente. Os dados sugerem que todos os aglomerados globulares de halos externos presentes podem ter formado originalmente em galáxias anãs.